# Успение Богородично (Ливадища)
Вижте пояснителната страница за други значения на Успение Богородично.
„Успение Богородично“ (на гръцки: Κοιμήσεως Θεοτόκου στο Λιβαδάκι) е българска възрожденска църква в обезлюденото зърневско село Ливадища (Ливадаки), Гърция, част от Зъхненската и Неврокопска епархия.
Църквата е построена в 1870 година и запазва непромената първоначалната си форма. В архитектурно отношение представлява класическата за епохата трикорабна базилика. От западната страна в 1890 година е добавена красива каменна триетажна камбанария.
В интериора е запазен оригинален резбован иконостас с икони от 1876 година, резбован владишки трони, проскинитарии и рисувани тавани. Дървеният парапет на югозапад е до входовете от запад и юг.
Според Георги Стрезов в 1891 година в църквата се чете смесено - и на български и на гръцки.
Интериорът е богато декориран в народен стил и с впечатляваща иконография. Иконостасът и владишкият трон са резбовани и изписани.